# 平戸市立根獅子小学校
平戸市立根獅子小学校（ひらどしりつ ねしこしょうがっこう、Hirado City Neshiko Elementary School）は、長崎県平戸市根獅子町にある公立小学校。

## 概要
歴史
1882年（明治15年）に開校した「公立中等紐差小学校下等根獅子分校」を前身とする。2012年（平成24年）に創立130周年を迎えた。
学校教育目標
「やさしく、かしこく、たくましい子どもの育成」
校章
校歌
歌詞は3番まであり、各番に校名の「根獅子」が登場する。
校区
住所表記で平戸市の後に「根獅子町、飯良町、大石脇町（一部）」が続く地域。中学校区は平戸市立中部中学校。

## 沿革
- 1882年（明治15年）3月 - 「公立中等紐差小学校下等獅子分校」として開校。民家を借用し校舎とする。
- 1884年（明治17年）- 家主の要請により、校舎として借用していた民家を返還したため、堂宇[1]を使用して授業を行う。
- 1885年（明治18年）- 「公立下等獅子小学校」として独立。
- 1886年（明治19年）9月 - 小学校令の施行により、「簡易獅子小学校」に改称。校舎を新築。
- 1890年（明治23年）10月 - 小学校令の改正により、「尋常根獅子小学校」に改称。
- 1893年（明治26年）4月 - 小学校令の改正により「根獅子尋常小学校」に改称（「尋常」の位置が変わる）。
- 1902年（明治35年）- 校舎を増築。
- 1908年（明治41年）4月 - 小学校令の一部改正により、義務教育期間が尋常科4年から尋常科6年に延長され、尋常科5年を新設。
- 1909年（明治42年）4月 - 尋常科6年を新設。義務教育期間の延長により収容すべき児童数が増加したため、教室一棟を増築。
- 1916年（大正5年）- 高等科を併置し、「根獅子尋常高等小学校」となる。
- 1920年（大正9年）7月 - 根獅子実業補習学校を併設。
- 1924年（大正13年）- 校舎の老朽化に加え、児童数の増加もあり、校舎の増改築を行う。
- 1935年（昭和10年）5月 - 青年学校令の施行により、併設の根獅子実業補習学校が根獅子青年学校に改称。
- 1941年（昭和16年）4月1日 - 国民学校令により、「獅子村根獅子国民学校」に改称。尋常科を初等科に改称。
- 1947年（昭和22年）4月1日 - 学制改革（六・三制の実施）
  - 旧・国民学校の初等科を改組し、「獅子村立根獅子小学校」とする。
  - 旧・国民学校の高等科と獅子青年学校を改組し、「獅子村立根獅子中学校[2]」（新制中学校）とし、小学校に併設する。
- 1952年（昭和27年）5月 - 大石脇免に新校舎の建設を開始。
- 1954年（昭和29年）
  - 9月4日 - 飯良（いいら）分校を設置。
  - 12月 - 新校舎が完成。
- 1955年（昭和30年）1月1日 - 町村合併[3]で平戸市が誕生したことにより、「平戸市立獅子小学校」（現校名）と改称。
- 1958年（昭和33年）3月31日 - 中学校統合のため、根獅子中学校が廃止され、併設を解消。小学校単独校となる。
- 1994年（平成6年）3月31日 - 飯良分校を廃止。

## 交通アクセス
最寄りのバス停
- 平戸ふれあいバス（大川陸運） 飯良線「根獅子」バス停

最寄りの道路
- 長崎県道19号平戸田平線

## 周辺
- 平戸市切支丹資料館
- 根獅子町へき地保育所
- 根獅子簡易郵便局

## 参考資料
- 「平戸市史（復刻版）」（1983年（昭和58年）3月10日発行, 市役所）